# یاغپور (آماسیه)
یاغپور (به ترکی استانبولی: Yağmur) یک منطقهٔ مسکونی در ترکیه است که در آماسیه واقع شده‌است.